# Charles Abbot
Charles Abbot ( 24 de marzo de 1761 - 8 de septiembre de 1817, Bedford) fue un botánico y entomólogo inglés.
Hace sus estudios en el Winchester College y en el New College (Oxford).
En 1793, es nombrado miembro de la Sociedad linneana de Londres y de la Royal Society.
Abbot es autor de Catalogus plantarum (mayo de 1795), una lista de 956 plantas de Bedfordshire, siguiendo, en noviembre de 1798, sobre el mismo sujeto, una Flora Bedfordiensis.
Captura en Inglaterra el primer espécimen de Carterocephalus palaemon (Pallas, 1771), un Lepidoptera de la familia zoológica de las Hesperiidae.
- La abreviatura «C.Abbot» se emplea para indicar a Charles Abbot como autoridad en la descripción y clasificación científica de los vegetales.[1]

## Fuente
- Traducción de los Arts. de lengua inglesa y francesa de Wikipedia.